# Municipio de Bradbury
El municipio de Bradbury (en inglés: Bradbury Township) es un municipio ubicado en el condado de Mille Lacs en el estado estadounidense de Minnesota. En el año 2010 tenía una población de 268 habitantes y una densidad poblacional de 2,83 personas por km².

## Geografía
El municipio de Bradbury se encuentra ubicado en las coordenadas 46°2′3″N 93°43′48″O / 46.03417, -93.73000. Según la Oficina del Censo de los Estados Unidos, el municipio tiene una superficie total de 94.81 km², de la cual 94,74 km² corresponden a tierra firme y (0,08 %) 0,08 km² es agua.

## Demografía
Según el censo de 2010, había 268 personas residiendo en el municipio de Bradbury. La densidad de población era de 2,83 hab./km². De los 268 habitantes, el municipio de Bradbury estaba compuesto por el 95,15 % blancos, el 0,75 % eran amerindios, el 0,37 % eran asiáticos, el 3,73 % eran de otras razas. Del total de la población el 4,48 % eran hispanos o latinos de cualquier raza.